# MSAT-1
O MSAT-1, abreviação de Mobile satélite-1 e também chamado de AMSC-2, era um satélite de comunicação baseado em serviço de telefonia móvel,  desenvolvido pelo National Research Council of Canada. Apoiado por uma série de empresas dos EUA e Canadá, o MSAT-1 abrigava uma série de serviços, incluindo a transmissão de sinais CDGPS. O satélite foi baseado na plataforma HS-601 e sua expectativa de vida útil era de 10 anos.
A TMI do Canadá refere-se ao seu satélite MSAT como MSAT-1, enquanto o American Mobile Satellite Consortium (atual LightSquared) referiu-se ao seu MSAT como AMSC-1, com cada satélite fornecendo apoio para o outro.

## História
O satélite da série MSAT foi construído pela Hughes (atual propriedade da Boeing), com uma capacidade de energia solar de 3 kilowatt e combustível suficiente para uma vida útil de 12 anos. No dia 4 de maio de 2003 o satélite MSAT-1 perdeu dois amplificadores de potência.
Em 11 de janeiro de 2006, a Mobile Satellite Ventures (MSVLP) (atual LightSquared ) anunciou planos para lançar uma nova geração de satélites para substituir os satélites MSAT até 2010. O MSV disse que todo o equipamento velho MSAT seria compatível com os novos satélites.

## Lançamento
O satélite foi lançado no dia 20 de abril de 1996, por meio de um veículo Ariane-42P H10-3 a partir do Centro Espacial de Kourou, na Guiana Francesa. Ele tinha uma massa de lançamento de 2830 kg.

## Capacidade
O MSAT-1 era equipado com 6 (mais 4 de reserva) transponders ativos em banda L.